# Sophia George
Sophia George (* 21. Februar 1964 in Kingston, Jamaika) ist eine jamaikanische Sängerin und Lehrerin. 

## Leben und Wirken
Weltweite Bekanntheit erlangte sie 1986 mit dem Lied Girlie Girlie, welches in der jamaikanischen Hitparade Platz 1 und in Großbritannien Platz 7 erreichte. In Deutschland positionierte es sich auf Platz 20. 
Weitere, jedoch nur in Jamaika erfolgreiche Hits waren Lazy Body, It Burn Mi Belly und Ain't No Meaning. 
George heiratete ihren Manager Ronald Chung. Beide haben acht gemeinsame Kinder, darunter den Footballspieler Patrick Chung.